# 伦道夫·奇尔德雷斯
伦道夫·奇尔德雷斯（英語：Randolph Childress，1972年9月21日—），美国NBA联盟前职业篮球运动员。他在1995年的NBA选秀中第1轮第19顺位被底特律活塞选中。